# Fannia xanthocera
Fannia xanthocera är en tvåvingeart som beskrevs av Albuquerque 1954. Fannia xanthocera ingår i släktet Fannia och familjen takdansflugor. Inga underarter finns listade i Catalogue of Life.